# Museu de Ciències Naturals de València
El Museu de Ciències Naturals de València està situat en els Jardins del Real, concretament a l'antic restaurant del parc, obra racionalista de Luis Gay Ramos, reformat i adaptat per a les seues funcions museístiques.
És un museu didàctic que permet admirar conjunts d'obres tan importants com la col·lecció Botet, la millor mostra de fòssils d'Amèrica del Sud de tot Europa. A més, el museu organitza exposicions temporals i cicles de conferències i compta amb un servei de visita guiada i de tallers.

## Història
L'origen del Museu de Ciències Naturals es remunta a finals del Segle XIX, quan Josep Rodrigo Botet (1842-1915) feu donació a la ciutat de la més important col·lecció paleontològica del Quaternari d'Amèrica present a Europa, de gran qualitat científica i museística. Després d'arribar aquesta col·lecció a València, va patir diversos canvis de seu, es va mostrar al públic per primera vegada el 1902, amb motiu del IV Centenari de la Universitat i es va acabar per instal·lar “provisionalment” en l'edifici de l'Almodí, lloc on el 1907 es va obrir el primer Museu Paleontològic d'Europa que, a pesar de la provisionalitat de la instal·lació, va albergar la col·lecció durant més de 80 anys.
Des de l'Almodí, es va traslladar en 1990 a la Sala d'Exposicions de l'Ajuntament, on va romandre per espai de 9 anys, fins a convertir-se en un museu modern, tornat a inaugurar en la nova seu dels Jardins del Real el 1999 amb una notable ampliació dels seus fons i la incorporació de noves col·leccions paleontològiques d'àmbit europeu. El museu i les seues col·leccions foren reconeguts per la Conselleria de Cultura l'any 1994, des d'aleshores, forma part de la xarxa estatal de museus.

## Continguts

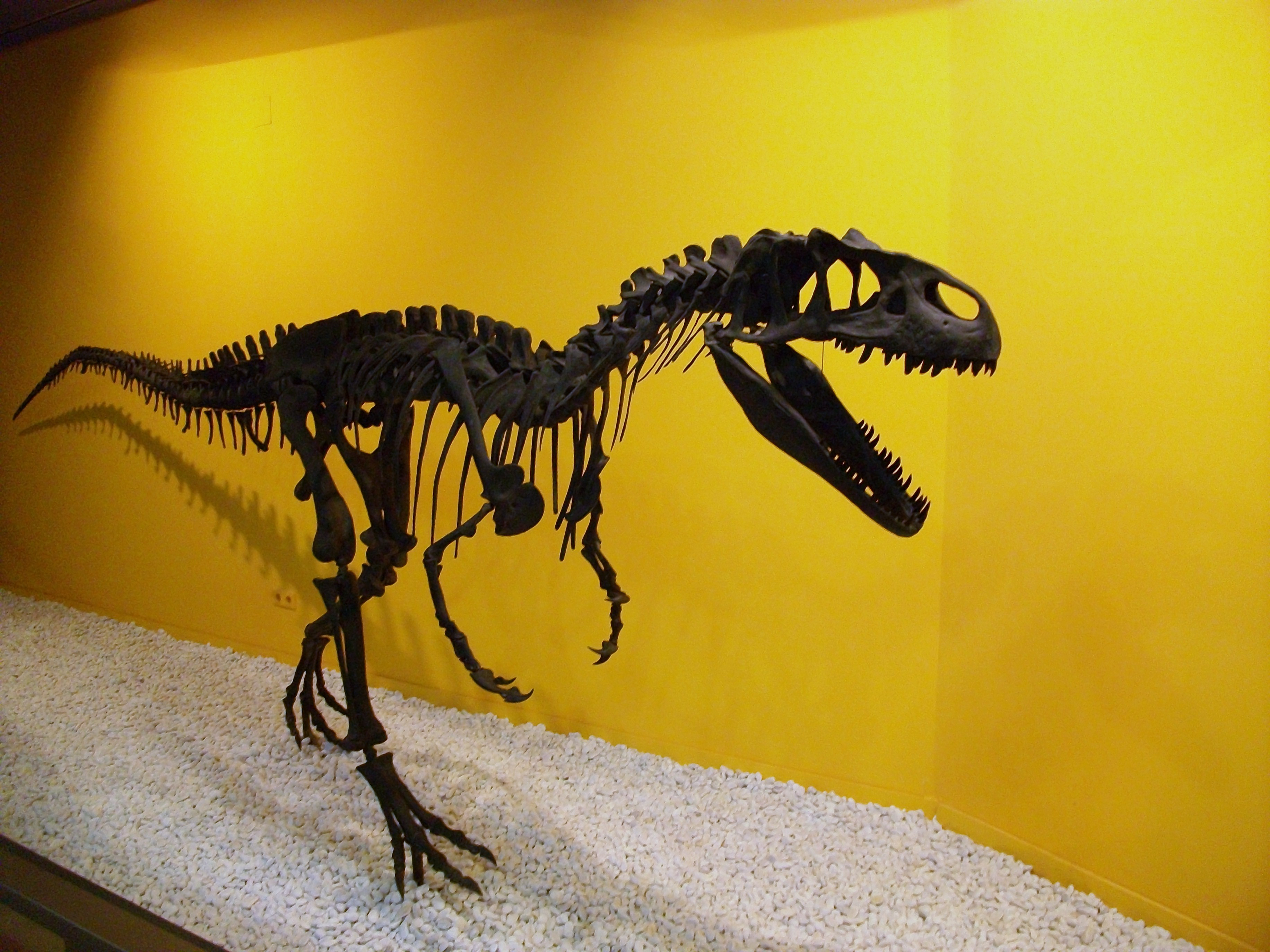
Fòssil d'Al·losaure al museu.

El museu està dividit en quatre àrees, mostrant un recorregut pel saber i la història natural, cuidant especialment aquells continguts que fan referència al País Valencià. Aquestes quatre seccions són:
1. La contribució valenciana a les Ciències Naturals.
2. La Història de la vida, un recorregut a través de les diferents poques en què sol dividir l'edat de la Terra. També s'exhibeix en aquesta àrea la col·lecció paleontològica més important del museu, que és el llegat de J. Rodrigo Botet, consistent en una mostra de paleontologia del Quaternari d'Amèrica del Sud. Sobresurt en importància l'exemplar de Megateri, peça emblemàtica del museu.
3. Malacologia, una interessant col·lecció de petxines, completa representació de la fauna malocológica del País Valencià.
4. Ecosistemes valencians, el terme municipal de València posseeix una gran riquesa i varietat d'ecosistemes. És molt difícil trobar en un mateix espai (com ocorre a València), una ciutat de gairebé un milió d'habitants, un ecosistema de ribera del riu, el mar, una horta amb una gran productivitat agrícola i els nuclis de major valor naturalístic del Parc Natural de l'Albufera de València, com són l'Albufera, la Devesai el riu Túria.